# Nicipe (hija de Pélope)
En la mitología griega Nicipe (en griego Νικίππη, "yegua nocturna"), también llamada Antibia, era una de las tres hijas de Pélope e Hipodamía. Al igual que sus hermanas fue escogida para ser la esposa de uno de los Perseidas, pues «a Nicipe desposó la fuerza del rey Esténelo». En la Biblioteca se nos dice que de Esténelo y Nicipe nacieron dos hijas, Alcíone y Medusa (o Astimedusa) y más tarde Euristeo, que reinó también en Micenas.
En un escolio se dan las variantes de la esposa de Esténelo, a saber: «unos dicen que (era) Antibia, la hija de Pélope, otros que Antibia, la hija de Anfidamante, pero Hesíodo dice que Nicipe, la hija de Pélope».
Tzetzes incluso la denomina como Arquipe y dice que en cierto momento tanto Alcmena como ella estaban embarazadas. Fue en ese momento cuando Zeus, delante de Hera, decidió tomar un juramento escrito y decretó que el primer hijo que naciera de las dos mujeres estaría destinado a empuñar el cetro de mando sobre todos los hombres y mujeres de la tierra. Zeus había tomado nota escrita del destino mediante sus conocimientos astrológicos. Lo cierto es Zeus estaba al tanto de que Alcmena llevaba nueve meses de embarazo en tanto que Arquipe llevaba sólo siete. La verdadera intención de Zeus era apoyar a Alcmena, ya que esta contaba con el favor del propio Zeus personalmente. Aun así Arquipe dio a luz bajo una noche estrellada el séptimo mes de embarazo, en tanto que Alcmena alumbró a Heracles el décimo mes. Solo esta vez Zeus falló con su poder para predecir el futuro pero se dice que por este motivo Euristeo ostentó tanto poder.